# Adolf Wild von Hohenborn
Pour les articles homonymes, voir Wild.
Adolf Heinrich Wild, à partir de 1888 von Wild, à partir de 1896 baron von Wild, à partir de 1900 Wild von Hohenborn, (né le 8 juillet 1860 à Cassel et mort le 25 octobre 1925 à Malsburg-Hohenborn) est un général d'infanterie prussien et ministre d'État et de la Guerre pendant la Première Guerre mondiale.

## Origine
La famille Wild a immigré de Berne en Saint-Empire au XVIIIe siècle. L'arrière-grand-père s'est installé à Cassel comme pharmacien. Les parents du général sont le pharmacien de Cassel Johann Rudolf von Wild (né le 10 janvier 1813 et mort le 18 novembre 1867) et sa seconde épouse Luise Auguste Wilhelmine Studte (né le 17 juin 1833 et mort le 30 mai 1897). Le prédicat de noblesse 'von' est accordé au grand-père le 9 avril 1783, selon la décision du Grand Conseil toutes les familles régimentaires de la ville de Berne sont autorisées à utiliser le prédicat. Le 8 février 1888, la confirmation prussienne a également lieu pour tous les descendants de Johann Rudolf Wild (1783-1849).
Adolf Wild est promu au statut de baron prussien en 1896 et reçoit la noblesse prussienne avec l'ajout de Hohenborn le 3 janvier 1900.

## Biographie
Il rejoint le 83e régiment d'infanterie le 25 septembre 1878, en tant que garçon de drapeau, et y est promu sous-lieutenant le 14 février 1880. Après moins d'un an, il est transféré au 130e régiment d'infanterie, où il sert ensuite comme adjudant du 2e bataillon à partir du 1er avril 1884. Il bénéficie d'un congé de service actif de deux ans à partir du 1er mai 1885, car il étudie pendant cette période à l'université en compagnie du fils aîné d'Otto zu Stolberg-Wernigerode.
Lorsqu'il reprend son service en 1887, Hohenborn est transféré au 3e bataillon de chasseurs à pied (de) à Lübben. Il y devient premier lieutenant en 1888. En 1890, il est transféré au 3e régiment de grenadiers de la Garde (Charlottenbourg). À partir de 1893, il est affecté à l'état-major pendant un an et y est promu capitaine. En 1898, il est régulièrement transféré à l'état-major général et un an plus tard, il est promu major. Dès le début de 1900, il est officier d'état-major (de) dans la 1re division de la Garde. À partir de 1904, il est de nouveau employé dans l'état-major général et à partir de 1906 comme lieutenant-colonel. De 1906 à 1909, il est chef d'état-major général du commandement général. En tant que colonel, il devient commandant du 110e régiment de grenadiers (de) le 20 février 1909 jusqu'au 4 octobre 1910, puis du 3e régiment de grenadiers de la Garde jusqu'au 5 avril 1912. Il se voit ensuite confier le commandement de la 3e brigade d'infanterie de la Garde en tant que général de division, et à la mi-1913, il rejoint le ministère de la Guerre en tant que directeur du département général de la guerre au milieu de 1913.
Avec la mobilisation du 2 août 1914, Hohenborn est nommé vice-ministre de la Guerre. Il abandonne ce poste à la fin du mois et se voit confier le commandement de la 30e division d'infanterie, qu'il conduit dans la première bataille de l'Aisne. À partir du 3 novembre 1914, Hohenborn agit brièvement en tant que chef d'état-major général de la 8e armée. Il est rappelé de ce poste après sept jours, mis à la disposition du chef d'état-major général de l'armée de campagne, et nommé quartier-maître général le 27 novembre.
Hohenborn est ministre prussien de la Guerre du 21 janvier 1915 au 29 octobre 1916. Sa nomination vise à décharger Erich von Falkenhayn de la double tâche de ministre de la Guerre et de chef d'état-major général. Hohenborn reste le plus souvent au Grand Quartier général, tandis que son adjoint, Franz Gustav von Wandel (de), mène ses affaires à Berlin.
Il est ensuite nommé général commandant du 16e corps d'armée, qui est en action dans l'Argonne jusqu'à la fin de la guerre. Après l'armistice, il ramène ses troupes chez lui, où Hohenborn est libéré du service et mis à la retraite le 3 avril 1919. Il reçoit le caractère de général de l'infanterie le 3 novembre 1919.

## Famille
Wild se marie le 26 septembre 1887 à Cassel avec Else Maria Dorothea Kunoth (né le 13 septembre 1865 à Hoboken). Le couple a plusieurs enfants:
- Hans-Rudolf Georg Christian Ernst-Friedrich (né le 17 août 1888 et mort le 1er novembre 1913)
- Elisabeth Auguste (née le 7 décembre 1892)
- Gertrude Marianne Hermance Elise Frederike (née le 2 mai 1896)
- Auguste-Viktoria Frederike Ottilie Margarethe Rhenana (née le 21 novembre 1902)
- Eitel-Friedrich Hans Rudolf (né le 25 décembre 1907)

## Honneurs
Le 8 février 1888 Hohenborn reçoit l'autorisation d'utiliser le prédicat «von». Guillaume II l'élève à la noblesse héréditaire prussienne le 3 janvier 1900 sous le nom de "Wild von Hohenborn".
Hohenborn reçoit plusieurs distinctions pour ses services :
- Ordre de l'Aigle rouge de 3e classe avec la boucle[3]
- Ordre de la Couronne de 2e classe
- Croix de chevalier de l'ordre de la maison royale de Hohenzollern
- Croix de service prussien
- Croix d'honneur de l'ordre du Griffon
- Officier de l'ordre d'Albert
- Commandant de 2e classe de l'ordre de la Maison ernestine de Saxe
- Croix 1re classe de l'ordre du Mérite (Waldeck-Pyrmont)
- Croix d'honneur de l'ordre de la Couronne de Wurtemberg
- Commandeur de l'ordre du Sauveur
- Officier de l'ordre des Saints-Maurice-et-Lazare
- Commandeur de l'ordre de la Couronne d'Italie
- Commandeur de l'ordre de François-Joseph
- Commandeur de l'ordre de Saint-Grégoire-le-Grand
- Commandeur de l'ordre de la Couronne (Roumanie)
- Commandeur de l'ordre de la Couronne de Thaïlande
- Ordre du Médjidié de 2e classe
- Croix de chevalier de l'ordre militaire de Saint-Henri le 13 janvier 1915 [4]
- Pour le Mérite aux feuilles de chêne
  - Pour le Mérite le 2 août 1915
  - Feuilles de chêne le 11 octobre 1918
- Grand-croix de l'ordre impérial de Léopold avec décoration de guerre